# Gracilentulus chichibuensis
Gracilentulus chichibuensis är en urinsektsart som beskrevs av Nakamura 1995. Gracilentulus chichibuensis ingår i släktet Gracilentulus och familjen lönntrevfotingar. Inga underarter finns listade i Catalogue of Life.